# Greg Rusedski
Gregory Rusedski (ur. 6 września 1973 w Montrealu) – brytyjski tenisista pochodzenia kanadyjskiego, reprezentant w Pucharze Davisa, olimpijczyk.
Jego matka jest Angielką, a ojciec, urodzony w Niemczech, jest pochodzenia polsko-ukraińskiego.

## Kariera tenisowa
W gronie juniorów Rusedski wygrał dwa wielkoszlemowe turnieje w konkurencji gry podwójnej chłopców. Pierwszy tytuł wywalczył w parze z Sébastienem Leblancem w 1990 roku podczas US Open, a drugie zwycięstwo odniósł w 1991 roku na Wimbledonie, wspólnie z Karimem al-Alamim.
Jako zawodowy tenisista startował od 1991 roku, do kwietnia 2007 roku.
W grze pojedynczej Rusedski triumfował w 15 turniejach rangi ATP World Tour oraz doszedł do 12 finałów. Jednym ze zwycięstw Brytyjczyka jest mistrzostwo w 1999 roku w pucharze wielkiego szlema. Była to ostatnia edycja imprezy, a w finale pokonał Tommy'ego Haasa. Wśród finałów do jakich Rusedski awansował jest finał w 1997 roku na US Open, gdzie poniósł w spotkaniu o tytuł porażkę z Patrickiem Rafterem.
W grze podwójnej Rusedski został zwycięzcą trzech zawodów z cyklu ATP World Tour, a także był uczestnikiem dwóch finałów.
W latach 1995–2007 reprezentował Wielką Brytanię w Pucharze Davisa rozgrywając łącznie 43 meczów, z których w 30 zwyciężył.
W 1996 i 2000 roku wziął udział w igrzyskach olimpijskich, startując wyłącznie w grze pojedynczej. W Atlancie doszedł do III rundy pokonany przez Sergiego Bruguerę, a w Sydney odpadł w I rundzie z Arnaudem Clémentem.
W rankingu gry pojedynczej Rusedski najwyżej był na 4. miejscu (6 października 1997), a w klasyfikacji gry podwójnej na 63. pozycji (19 czerwca 1995).
Gra Rusedskiego opierała się na potężnym serwisie – przez jakiś czas dzierżył rekord najszybszego serwisu (239,7 km/h), ale wynik ten został poprawiony przez Andy'ego Roddicka. Starał się szybko zakończyć wymiany często atakując przy siatce. Styl ten pasował do szybkich nawierzchni. Słabszym elementem tenisisty był bekhend, który z reguły grał slajsem.

### Finały w turniejach ATP World Tour
| Legenda                                      |
| -------------------------------------------- |
| Wielki Szlem                                 |
| Igrzyska olimpijskie                         |
| Tennis Masters Cup / ATP Finals              |
| ATP Masters Series / ATP Tour Masters 1000   |
| ATP International Series Gold / ATP Tour 500 |
| ATP International Series / ATP Tour 250      |

#### Gra pojedyncza (15–12)
| Końcowy wynik | Nr  | Data                 | Turniej                 | Nawierzchnia    | Przeciwnik         | Wynik finału                  |
| ------------- | --- | -------------------- | ----------------------- | --------------- | ------------------ | ----------------------------- |
| Zwycięzca     | 1.  | 11 lipca 1993        | Newport                 | Trawiasta       | Javier Frana       | 7:5, 6:7(7), 7:6(5)           |
| Finalista     | 1.  | 24 października 1993 | Pekin                   | Dywanowa (hala) | Michael Chang      | 6:7(5), 7:6(6), 4:6           |
| Zwycięzca     | 2.  | 30 kwietnia 1995     | Seul                    | Twarda          | Lars Rehmann       | 6:4, 3:1 krecz                |
| Finalista     | 2.  | 21 maja 1995         | Coral Springs           | Ceglana         | Todd Woodbridge    | 4:6, 2:6                      |
| Zwycięzca     | 3.  | 13 października 1996 | Pekin                   | Dywanowa (hala) | Martin Damm        | 7:6(5), 6:4                   |
| Finalista     | 3.  | 2 lutego 1997        | Zagrzeb                 | Dywanowa (hala) | Goran Ivanišević   | 6:7(4), 6:4, 6:7(6)           |
| Finalista     | 4.  | 15 lutego 1997       | San Jose                | Twarda (hala)   | Pete Sampras       | 6:3, 0:5 krecz                |
| Zwycięzca     | 4.  | 22 czerwca 1997      | Nottingham              | Trawiasta       | Karol Kučera       | 6:4, 7:5                      |
| Finalista     | 5.  | 7 września 1997      | US Open, Nowy Jork      | Twarda          | Patrick Rafter     | 3:6, 2:6, 6:4, 5:7            |
| Zwycięzca     | 5.  | 5 października 1997  | Bazylea                 | Dywanowa (hala) | Mark Philippoussis | 6:3, 7:6(6), 7:6(3)           |
| Finalista     | 6.  | 12 października 1997 | Wiedeń                  | Dywanowa (hala) | Goran Ivanišević   | 6:3, 7:6(4), 6:7(4), 2:6, 3:6 |
| Finalista     | 7.  | 8 lutego 1998        | Split                   | Dywanowa (hala) | Goran Ivanišević   | 6:7(3), 6:7(5)                |
| Zwycięzca     | 6.  | 22 lutego 1998       | Antwerpia               | Twarda          | Marc Rosset        | 7:6(3), 3:6, 6:1, 6:4         |
| Finalista     | 8.  | 15 marca 1998        | Indian Wells            | Twarda          | Marcelo Ríos       | 3:6, 7:6(15), 6:7(4), 4:6     |
| Finalista     | 9.  | 4 października 1998  | Tuluza                  | Twarda (hala)   | Jan Siemerink      | 4:6, 4:6                      |
| Zwycięzca     | 7.  | 8 listopada 1998     | Paryż                   | Dywanowa (hala) | Pete Sampras       | 6:4, 7:6(4), 6:3              |
| Finalista     | 10. | 28 lutego 1999       | Londyn                  | Dywanowa (hala) | Richard Krajicek   | 6:7(6), 7:6(5), 5:7           |
| Finalista     | 11. | 29 sierpnia 1999     | Boston                  | Twarda          | Marat Safin        | 4:6, 6:7(11)                  |
| Zwycięzca     | 8.  | 3 października 1999  | Puchar Wielkiego Szlema | Twarda (hala)   | Tommy Haas         | 6:3, 6:4, 6:7(5), 7:6(5)      |
| Zwycięzca     | 9.  | 17 października 1999 | Wiedeń                  | Twarda (hala)   | Nicolas Kiefer     | 6:7(5), 2:6, 6:3, 7:5, 6:4    |
| Zwycięzca     | 10. | 4 marca 2001         | San Jose                | Twarda (hala)   | Andre Agassi       | 6:3, 6:4                      |
| Zwycięzca     | 11. | 13 stycznia 2002     | Auckland                | Twarda          | Jérôme Golmard     | 6:7(0), 6:4, 7:5              |
| Zwycięzca     | 12. | 18 sierpnia 2002     | Indianapolis            | Twarda          | Félix Mantilla     | 6:7(6), 6:4, 6:4              |
| Zwycięzca     | 13. | 22 czerwca 2003      | Nottingham              | Trawiasta       | Mardy Fish         | 6:3, 6:2                      |
| Zwycięzca     | 14. | 11 lipca 2004        | Newport                 | Trawiasta       | Alexander Popp     | 7:6(5), 7:6(2)                |
| Finalista     | 12. | 17 października 2004 | Moskwa                  | Dywanowa (hala) | Nikołaj Dawydienko | 6:3, 3:6, 5:7                 |
| Zwycięzca     | 15. | 10 lipca 2005        | Newport                 | Trawiasta       | Vince Spadea       | 7:6(3), 2:6, 6:4              |

#### Gra podwójna (3–2)
| Końcowy wynik | Nr | Data                 | Turniej     | Nawierzchnia    | Partner             | Przeciwnicy                   | Wynik finału  |
| ------------- | -- | -------------------- | ----------- | --------------- | ------------------- | ----------------------------- | ------------- |
| Zwycięzca     | 1. | 10 lipca 1994        | Newport     | Trawiasta       | Alex Antonitsch     | Kent Kinnear David Wheaton    | 6:4, 3:6, 6:4 |
| Finalista     | 1. | 23 października 1994 | Wiedeń      | Dywanowa (hala) | Alex Antonitsch     | Mike Bauer David Rikl         | 6:7, 4:6      |
| Finalista     | 2. | 12 marca 1995        | Kopenhaga   | Dywanowa (hala) | Guillaume Raoux     | Mark Keil Peter Nyborg        | 7:6, 4:6, 6:7 |
| Zwycięzca     | 2. | 15 września 1996     | Bournemouth | Ceglana         | Marc-Kevin Goellner | Rodolphe Gilbert Nuno Marques | 6:3, 7:6      |
| Zwycięzca     | 3. | 28 lutego 1999       | Londyn      | Dywanowa (hala) | Tim Henman          | Byron Black Wayne Ferreira    | 6:3, 7:6(6)   |